# L'esecuzione dell'imperatore Massimiliano
L'esecuzione dell'imperatore Massimiliano (in francese L'Exécution de Maximilien) è una serie di quattro dipinti e una litografia di genere realista-impressionista del pittore francese Édouard Manet, realizzati nel biennio 1867-1868 e conservati in vari musei del mondo. L'opera ritrae la fucilazione dell'imperatore Massimiliano I, per breve tempo monarca del Messico, ma destituito dal fronte ribelle guidato da Benito Juárez, che ne ordinò infine l'uccisione, avvenuta il 19 giugno 1867. Il potere di Massimiliano era in origine sostenuto da Napoleone III di Francia, che tuttavia presto lo abbandonò al suo destino per opportunismo politico.
Il comportamento delle autorità francesi destò molta indignazione nell'opinione pubblica europea. Édouard Manet rimase molto colpito dalla tragica morte di Massimiliano, e il risentimento contro Napoleone III lo spinse a realizzare il dipinto. La prima versione del quadro fu creata poco tempo dopo il fatto di sangue, e difatti è la più fosca e confusa. Manet in seguito rifinì l'opera, realizzandone altre tre versioni molto più elaborate. L'opera affronta la tematica dell'esecuzione quasi con distacco, presentando uno scenario in apparenza calmo e inquietantemente tranquillo. Tra i soldati del plotone d'esecuzione, vestiti con uniformi non messicane ma francesi, l'unico volto visibile è molto simile a quello di Napoleone III, rappresentando quindi un attacco esplicito al suo potere.
Il quadro, di aperta condanna contro il comportamento delle autorità francesi, fu quindi soggetto alla censura imperiale e rifiutato dalle mostre ufficiali negli anni successivi alla sua realizzazione. Nonostante l'opera non abbia avuto fortuna durante la vita dell'autore, dopo la sua morte le varie versioni cominciarono ad essere rivendute, anche a pezzi come accadde alla seconda, in seguito parzialmente ricomposta da Edgar Degas. A partire dal XX secolo l'Esecuzione è esposta in maniera permanente, nelle sue molte versioni, in varie città del mondo.

## Genesi

### La morte di Massimiliano

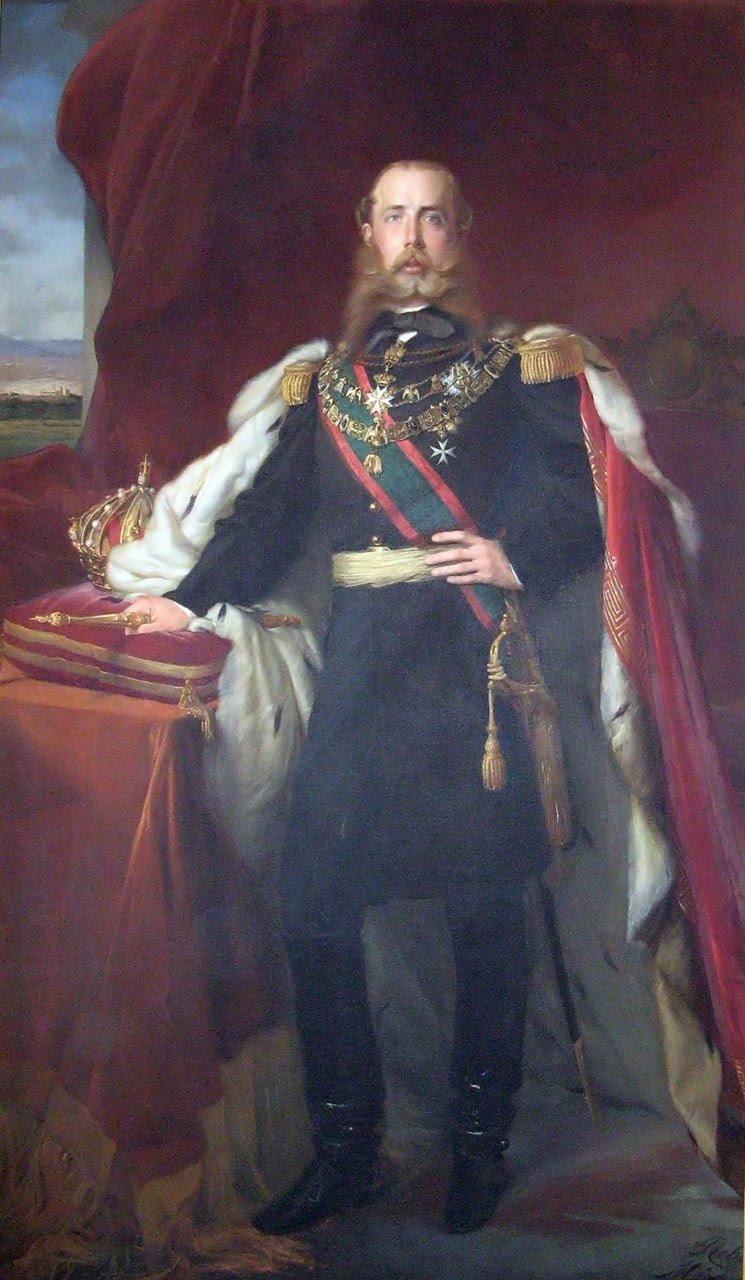
Massimiliano ritratto come imperatore del Messico da Franz Xaver Winterhalter (1865 circa)

Durante il XIX secolo la Francia tentò più volte di intromettersi nella politica interna del Messico, cercando di incrementare la propria influenza nel Centroamerica. Vi furono vari interventi armati francesi in Messico come la guerra dei pasticcini, ma il più imponente fu l'invasione francese protrattasi dal 1862 al 1867. Napoleone III di Francia, per cercare sostenitori in loco, ristabilì l'impero messicano e ne affidò il comando nominale al nobile austriaco Massimiliano d'Asburgo-Lorena, fratello minore dell'imperatore Francesco Giuseppe, da allora noto come Massimiliano I del Messico. Egli, ansioso di emanciparsi dall'autorità del fratello, raggiunse il Mesoamerica e assunse la guida apparente degli affari messicani (in realtà era poco più di una marionetta nelle mani dei francesi).
Tuttavia entro il 1867 il fronte imperiale messicano si era fortemente deteriorato, complici anche le influenze degli Stati Uniti d'America, usciti vittoriosi dalla guerra di secessione e che mal tolleravano le ingerenze francesi in Messico. Timoroso di un attacco diretto da parte degli statunitensi, Napoleone III decise di abbandonare la causa di Massimiliano, facendo ritirare le truppe francesi dal Messico. Senza più il sostegno di Bonaparte, l'imperatore condusse una disperata ultima resistenza a Santiago de Querétaro, da dove provò infine a fuggire assieme al generale Tomás Mejía e all'ex-presidente del Messico Miguel Miramón, entrambi suoi sostenitori. I tre vennero tuttavia catturati, e il nuovo presidente messicano Benito Juárez, intenzionato a mostrarsi intransigente e spietato con gli imperialisti, decretò la loro condanna a morte senza appello. Secondo la sua volontà il 19 giugno 1867 Massimiliano, Mejía e Miramón vennero fucilati nella stessa Santiago de Querétaro da un plotone d'esecuzione di soldati messicani. La morte dell'imperatore pare sia avvenuta il modo particolarmente brutale: sopravvissuto all'iniziale scarica di proiettili, i soldati dovettero sparargli altre tre volte perché fosse infine ucciso.

### Reazione pubblica e artistica all'evento
La cruenta morte di Massimiliano fu un evento che suscitò indignazione e clamore in Francia, siccome la vicenda del regno di Massimiliano era interamente dovuta all'ingerenza di Napoleone III nelle questioni politiche messicane. Non solo infatti Napoleone III aveva imposto Massimiliano sul trono messicano così da difendere i propri interessi commerciali, ma era poi persino arrivato a ritirare le truppe francesi che avrebbero dovuto difenderlo da coloro che non tolleravano un sovrano imposto da potenze straniere. Quando la notizia si diffuse ebbe tragiche ripercussioni in tutto il mondo, e furono in molti a considerarla una macchia indelebile sull'onore francese.

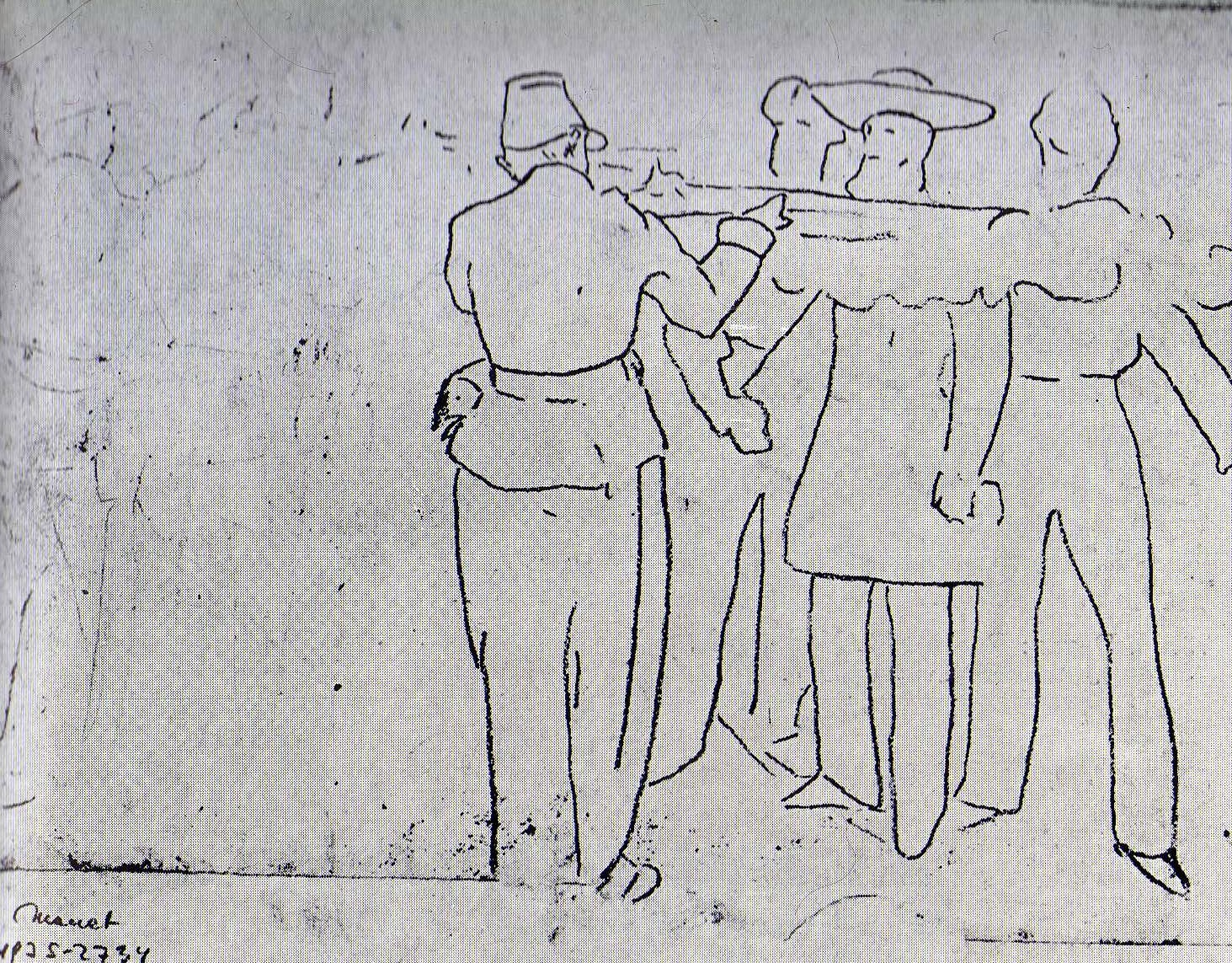
Schizzo di Manet per la realizzazione del quadro

Tra i più indignati dall'avvenimento vi fu il pittore francese Édouard Manet, già insofferente alla figura di Napoleone III, il quale non solo era responsabile dell'intera vicenda ma patrocinava anche i Salon, le esposizioni d'arte ufficiali dalle quali l'artista fu sistematicamente escluso durante la sua vita. Per denunciare l'autorità di Napoleone III Manet, che sino ad allora si era scarsamente interessato ai soggetti storici, intraprese la realizzazione un dipinto di grande formato raffigurante questo evento scottante e pericoloso.
Manet non fu l'unico artista ad essere ispirato dal tragico destino dell'imperatore. Franz Liszt compose una marcia funebre in onore di Massimiliano, che incluse nella terza delle tre suite per pianoforte Anni di pellegrinaggio; realizzò inoltre nel 1867 un Requiem per soli, coro e orchestra dedicandolo all'imperatore, composizione andata perduta. Giosuè Carducci gli dedicò la poesia Miramar, compresa nelle sue Odi barbare del 1877, dove contrappone il suo entusiasmo nell'assumere il trono messicano alla sua fine ingloriosa, condita da toni foschi e sanguinari richiamanti le antiche divinità degli Aztechi.
(Giosuè Carducci, Miramar, vv. 65-68)

## Descrizione

### Versioni del dipinto
Tra il 1867 e il 1868 Manet arrivò a dipingere ben quattro versioni del dipinto:
| Anno      | Stato       | Città      | Museo                            | Dimensioni       | Tecnica      |
| --------- | ----------- | ---------- | -------------------------------- | ---------------- | ------------ |
| 1867      | Stati Uniti | Boston     | Museum of Fine Arts, sala n. 251 | 195,9 x 259,7 cm | Olio su tela |
| 1867      | Regno Unito | Londra     | National Gallery, sala n. 41     | 193 x 284 cm     | Olio su tela |
| 1867-1868 | Danimarca   | Copenaghen | Ny Carlsberg Glyptotek           | 48 x 58 cm       | Olio su tela |
| 1868      | Germania    | Mannheim   | Städtische Kunsthalle            | 252 × 305 cm     | Olio su tela |

Esiste anche una quinta versione del dipinto, che tuttavia è stata realizzata dallo stesso Manet come litografia, esposta assieme alle altre nel 2006 al Museum of Modern Art di New York, di cui è proprietà.

### Versioni iniziali

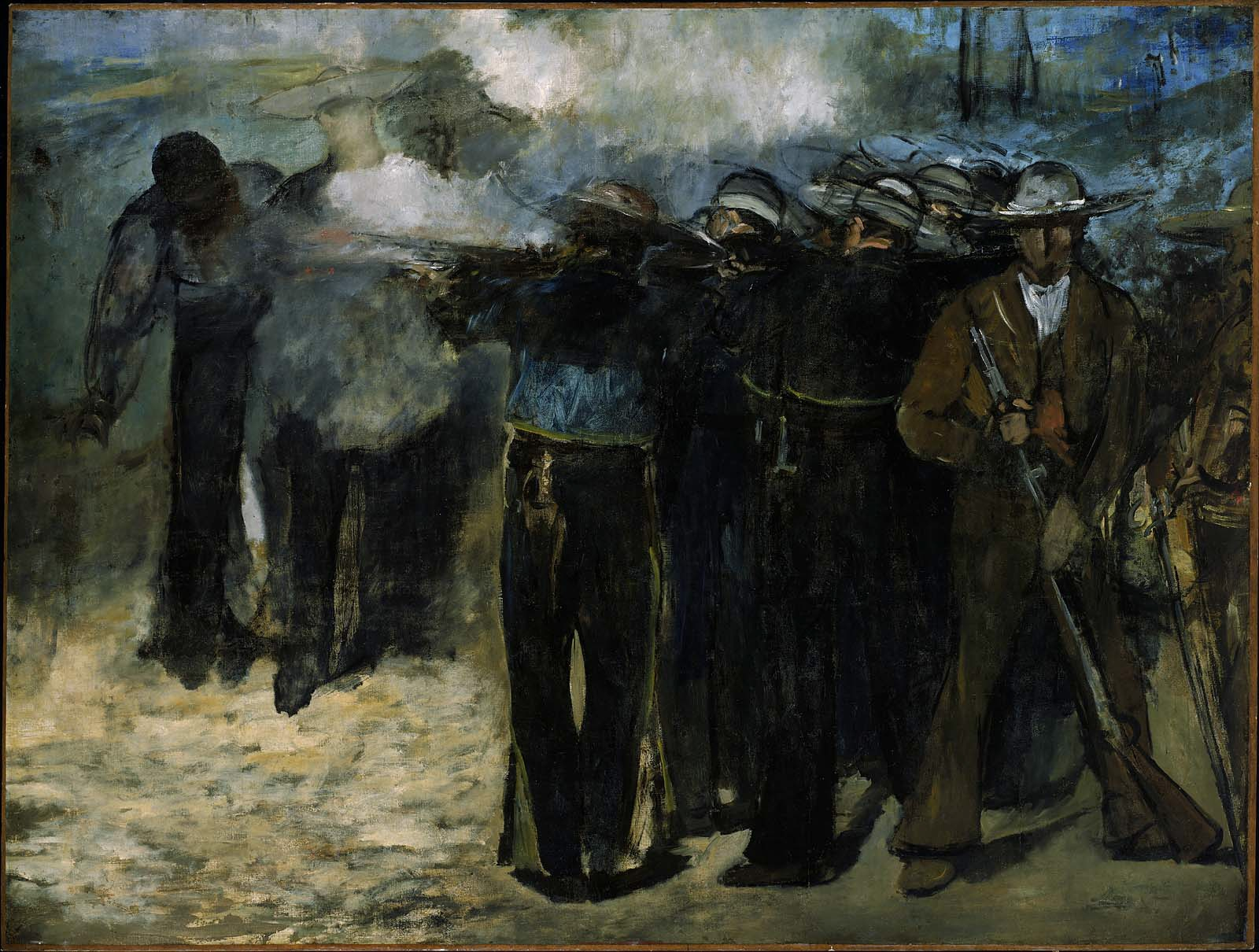
La prima versione del dipinto (1867)

#### Prima versione
La prima versione del dipinto, quella esposta a Boston, fu realizzata poco dopo che Manet seppe dell'inaspettata e tragica notizia, forse già nel luglio 1867. Il pittore, colto da improvviso turbamento e sdegno, realizzò dunque un dipinto di grande formato, nella prospettiva di completarlo in seguito dopo aver reperito notizie più precise e dettagliate. La prima versione del quadro, dalle tonalità fortemente scure e dai tratti confusi, è la più fosca della serie dell'Esecuzione, come anche la più attinente a quello che Manet pensava essere stato lo svolgimento dei fatti. Per comporla infatti usò come base le fotografie del conflitto messicano riportate dai giornali, facendo quindi figurare l'imperatore fucilato da una banda di contadini guerriglieri. Il critico John Elderfield ha ipotizzato che la potenza e la crudezza della prima versione del dipinto siano state motivate anche dalla volontà di Manet di competere con le opere di un altro giovane pittore allora in ascesa, Claude Monet, che sarebbe diventato uno dei principali esponenti dell'arte impressionista.

Il 3 maggio 1808 di Francisco Goya (1814), che funse da chiara ispirazione a Manet per l'Esecuzione

In questa versione si colgono potenti rimandi alla pittura di Francisco Goya, sollecitati anche dal viaggio in Spagna compiuto dal Manet nel 1865: il rimando è palesemente a Il 3 maggio 1808, opera considerata già allora paradigmatica per il tema delle fucilazioni. Da Goya Manet prese ispirazione per numerosi elementi della composizione: la camicia bianca del protagonista, l'inquadratura laterale, le reazioni degli astanti e la schiacciante urgenza del plotone d'esecuzione, che sembra vicinissimo all'osservatore e la cui prospettiva è identica a quella del quadro di Goya. Le analogie tra questa prima versione del dipinto e certi episodi goyeschi hanno fatto affermare al critico d'arte Fred Licht che «è il più potentemente espressivo, il più goyesco che Manet abbia mai realizzato».
Alcuni critici ritengono che la prima versione fosse solo un bozzetto da usare per le stesure successive, ma John Elderfield nota che Manet quasi mai colorava i bozzetti preparatori, certificando quindi come questo fosse un vero e proprio lavoro terminato. Il dipinto, quando l'autore provò a presentarlo ai Salon e anche all'esposizione universale di Parigi del 1867, fu respinto proprio perché ricordava la recentissima debacle messicana. Nonostante sapesse di stare attaccando col proprio lavoro l'autorità imperiale, il pittore si mostrò comunque molto rammaricato e sorpreso dal rifiuto.

#### Seconda e terza versione
Dopo aver vinto i sussulti d'indignazione Manet, anche grazie all'arrivo di numerosi altri resoconti giornalistici sugli avvenimenti messicani, decise di realizzare una seconda e una terza versione dell'episodio più elaborate, custodite rispettivamente alla National Gallery di Londra e alla Ny Carlsberg Glyptotek di Copenaghen. In queste nuove versioni, poi rielaborate nella formulazione finale dell'ultima versione, le figure effigiate sono più piccole e pertanto vi è una maggiore distanza tra l'osservatore e il soggetto; analogamente, le forsennate variazioni chiaroscurali della prima versione, così come la febbrile agitazione che si veniva a generare, lasciano il posto a una stesura più piatta, realizzata giustapponendo senza gerarchia le zone di diverso colore. Si viene così a creare una sensazione di inquietante tranquillità, accentuata dalla freddezza tonale e dallo scorcio spaziale. Da queste versioni comincia la critica aperta di Manet verso il potere, poiché ai guerriglieri messicani si sostituiscono i soldati francesi, e l'unico soldato dalla faccia visibile assume sempre più i connotati di Napoleone III.
Mentre la seconda versione era di grande formato e molto vicina ad essere quella definitiva (anche se in seguito Manet stesso, giudicandola non più idonea, la sezionò e in parte la lasciò preda dell'incuria), la terza era una tela a olio più piccola, prototipo della versione finale e quindi più sfocata e imprecisa, infine acquisita dal Ny Carlsberg Glyptotek di Copenaghen.

### Versione definitiva

#### Grandezza
Nella sua versione definitiva l'opera è molto grande, alta 251,4 cm e larga 304,8 cm. Già dalla prima versione il dipinto era di dimensioni ragguardevoli (195,9 x 259.7 cm), segno che l'autore aveva fin dall'inizio intenzione di realizzare un'opera significativa e di ampio respiro.

#### Stile
Manet fu un pittore poliedrico, il cui stile era difficilmente classificabile. In particolare per l'Esecuzione, è molto difficile categorizzare il dipinto: se è vero che l'impostazione rappresenta un tragico fatto storicamente certo senza affatto attenuarlo, mostrandolo altresì in tutta la sua crudezza e dandogli un'indiscutibile impronta realista, il tratto della pittura è estremamente largo, compatto, sfumato ed emotivo, facendo trasparire i turbamenti che animavano l'artista al momento della pittura e denunciandone le forti influenze impressioniste. I contrasti tra i vari elementi pittorici sono molto forti, specialmente quelli in primo piano come i condannati a morte e i soldati. Nel dipinto si distinguono varie linee molto marcate, sia verticali (i personaggi) che orizzontali (i fucili, i contorni del muro), che intersecandosi contribuiscono a pronunciare i contrasti dell'opera.
Nell'opera prevalgono i colori freddi, in particolare verde, grigio, ocra e nero. L'illuminazione è frontale e naturale: il sole è implicato essere dalla parte dello spettatore, fatto intuibile dalle ombre dei personaggi, che si proiettano verso lo sfondo. È inoltre da segnalare l'uso peculiare della prospettiva, tutt'altro che geometricamente perfetta, che quindi pregiudica la tridimensionalità dei personaggi; l'effetto è tuttavia voluto da Manet, che prese a modello la pittura giapponese, allora in voga in Europa e che ispirò il movimento artistico del giapponismo. I richiami all'arte giapponese sono evidenti anche nel successivo Ritratto di Émile Zola, dipinto da Manet nello stesso 1868. La profondità intenzionalmente imperfetta porta così, assieme ai contrasti cromatici, a canalizzare l'attenzione sui soggetti in primo piano del dipinto e a creare un senso di straniamento.
Altra influenza evidente nel dipinto è quella dell'allora nascente fotografia. Come notato dal critico Arthur Danto, basandosi sugli scatti che i giornali europei riportavano dei fatti messicani Manet tentò di immortalare nel dipinto il momento esatto in cui i soldati portano a termine l'esecuzione, tentando quindi di catturare un preciso istante d'azione. Nella versione definitiva permangono ancora le influenze di Goya, come dimostra il posizionamento dei personaggi principali, sempre modellato sul 3 maggio 1808.

#### Ambiente
La scena si svolge in un ambiente rurale, in campagna, quasi a rendere mondano il tragico avvenimento. I condannati a morte sono schierati contro un muro di pietra, e sopra di loro, dietro a una fila di curiosi affacciati, si ha lo scorcio di una collina e di un boschetto. Il paesaggio è comunque limitato alla sola parte superiore del dipinto, poiché l'autore desidera concentrare l'attenzione dello spettatore sull'esecuzione in atto, ponendola quindi di fronte a uno sfondo neutro costituito dal muro che la faccia fortemente risaltare.

#### Personaggi

##### Il plotone d'esecuzione
Al centro della composizione è schierato il drappello del plotone di esecuzione intento a sparare. Manet li veste con uniformi non messicane, ma francesi, proprio per ribadire la responsabilità che Napoleone III ha rivestito nella vicenda. I soldati danno le spalle allo spettatore, che sperimenta quindi il loro stesso punto di vista e che diventa quindi in un certo modo compartecipe delle loro azioni. Più in generale la rappresentazione dei soldati intenti nella fucilazione, quasi tutti senza volto e che si affastellano quasi confondendosi gli uni con gli altri, è una potente denuncia contro il potere esercitato con la forza delle armi.
Uno dei soldati a destra, che l'autore ha ritratto proprio con le fattezze dell'imperatore francese, sta giocherellando con la sicura del fucile, tutt'altro che sconvolto dallo sconcertante evento, forse preparandosi a dare ai condannati il colpo di grazia. È quindi rappresentato con un berretto rosso che spicca rispetto agli altri soldati, probabilmente per sottintendere che sia il loro comandante e che abbia dato lui l'ordine di sparare (alludendo quindi ancora alle responsabilità di Napoleone III). Ad avvalorare tale teoria vi fu la decisione di Manet di eliminare dalla composizione la figura dell'ufficiale vero e proprio, presente nelle prime versioni del dipinto, decidendo piuttosto di giocare sull'ambiguità. Proprio per questo, quando Manet tentò di ripresentare il dipinto ai Salon, esso venne respinto con ancora maggior veemenza.

##### I condannati a morte

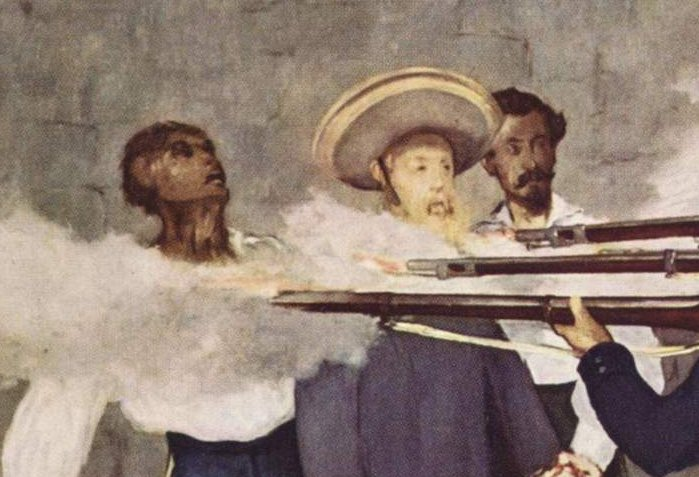
I condannati a morte, da sinistra a destra: Tomás Mejía, Massimiliano e Miguel Miramón

Nell'angolo opposto è sistemato l'imperatore Massimiliano con indosso un sombrero, ultima vestigia dell'Impero perduto. Massimiliano è il personaggio che risalta di più all'interno del dipinto, caratterizzandosi con tinte più chiare rispetto ai soldati e agli altri condannati a morte, e venendo rappresentato quasi come un martire (il sombrero pare infatti assumere vagamente la forma di un'aureola). Per tale rappresentazione il critico d'arte Fred Licht suppone che Manet si sia ispirato al Gilles di Antoine Watteau (1718-19), che presenta delle somiglianze con la sua opera.
L'imperatore è affiancato dai due generali messicani che furono giustiziati insieme a lui, Tomás Mejía e Miguel Miramón. Mentre il secondo, calmo e inespressivo, stringe la mano di Massimiliano, il primo è appena stato colpito dai proiettili, e la sua faccia è rivolta verso l'alto contorta dalla sofferenza. Se il dipinto di Goya è pervaso da una angoscia tragica e soffocante, quello di Manet presenta la pur terribile vicenda dell'esecuzione di Massimiliano e dei compagni come un fatto ordinario: questa sensazione viene accentuata soprattutto nell'ultima versione, quella di Mannheim, dove dietro il muro si scorgono paesaggi verdeggianti inondati dal sole e alcuni ragazzini che, incuriositi, decidono di assistere all'evento. L'accentuata simmetria del dipinto, con a sinistra i condannati a morte nettamente divisi dai carnefici a destra, contribuisce quindi a renderlo estremamente plastico.

## Storia del dipinto
Entro l'inizio del 1869 la versione definitiva del dipinto era pronta. Nonostante i precedenti rifiuti e gli avvertimenti sulle nuove probabili reazioni negative all'opera, Manet era determinato a farla esporre; nello stesso anno tuttavia, spinto dalle voci che davano un nuovo respingimento dell'Esecuzione ormai per certo a causa della censura, fu lui stesso a ritirarne la candidatura per i Salon. Conscio della grande diversità del suo stile filo-impressionista rispetto a quello pulito e ordinato che andava di moda all'epoca, Manet scelse di accantonare definitivamente i tentativi di mettere in mostra il quadro. Anche la litografia derivata dal quadro si vide rifiutata, per gli stessi motivi, la pubblicazione su tutti i media.

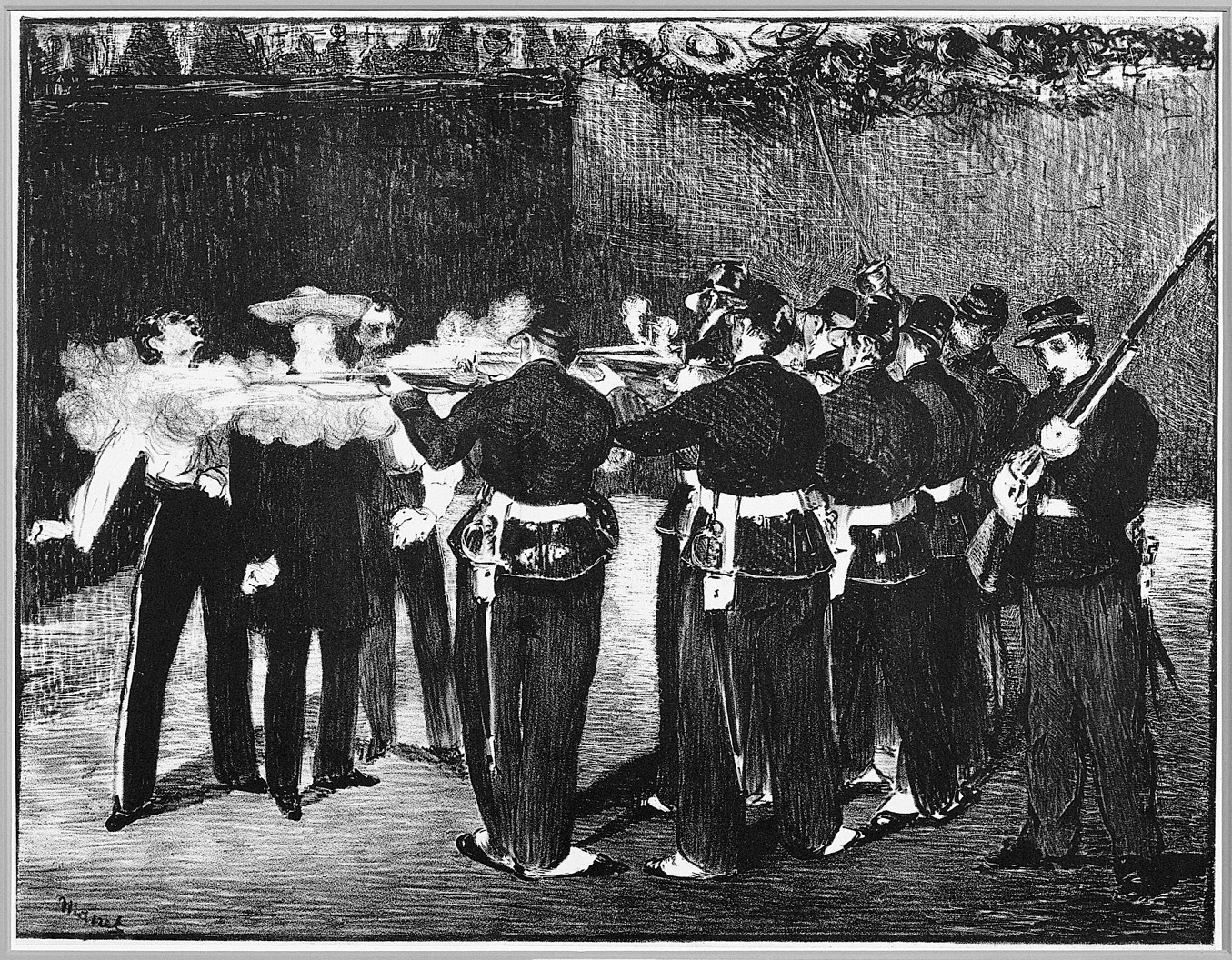
Litografia dell'Esecuzione opera dello stesso Manet, conservata al MoMA di New York; non è una semplice copia ma una versione dell'opera a sé stante, come testimonia la diversità dello sfondo rispetto a quello degli altri dipinti

Gli avvenimenti successivi legati all'Esecuzione non sono ancora del tutto chiari. Dopo il rifiuto del dipinto da parte dei Salon, esso pervenne in qualche modo in possesso della cantante lirica Émilie Ambre, della quale nel 1880 Manet eseguì un ritratto. Già nel 1879 tuttavia l'Esecuzione risultava in suo possesso, poiché la cantante la portò con sé durante un tour teatrale negli Stati Uniti al seguito dell'impresario James Henry Mapleson, facendola quindi esporre per la prima volta a New York e poi a Boston, segno del suo grande apprezzamento per l'artista. Le mostre statunitensi del quadro furono determinanti per la popolarità delle opere di Manet, che venne in questo modo conosciuto da molti entusiasti della pittura nordamericani, spingendo pochi anni dopo il Metropolitan Museum of Art di New York ad interessarsi alle sue opere e a cercare di acquisirle. Il MoMA non riuscì ad avere per sé nessuna versione dell'Esecuzione, riuscendo invece ad entrare in possesso della litografia.
Nel 1884 Suzanne, moglie dell'ormai defunto Manet, riuscì a far stampare per la prima volta la litografia del dipinto, essendo decaduta la censura dopo la deposizione di Napoleone III avvenuta nel 1870 a seguito della sconfitta nella guerra franco-prussiana. La moglie detenne quindi il dipinto fino al 1899. Alla sua morte, il figlio Léon ne vendette la prima versione per alcune centinaia di franchi, e tramite la pittrice Mary Cassatt essa pervenne al collezionista d'arte americano Frank Macomber, che infine nel 1930 la donò al Museum of Fine Arts di Boston, dove si trova ancora esposta. Al di fuori della sua normale sede di Boston, il dipinto è periodicamente presentato in altre città. Le sue mostre più significative si ebbero nel 1979 a Providence, nel 1983 a New York e Parigi, nel 1992 a Londra, tra il 1992 e il 1993 a Mannheim e di nuovo a Parigi tra il 2002 e il 2003.

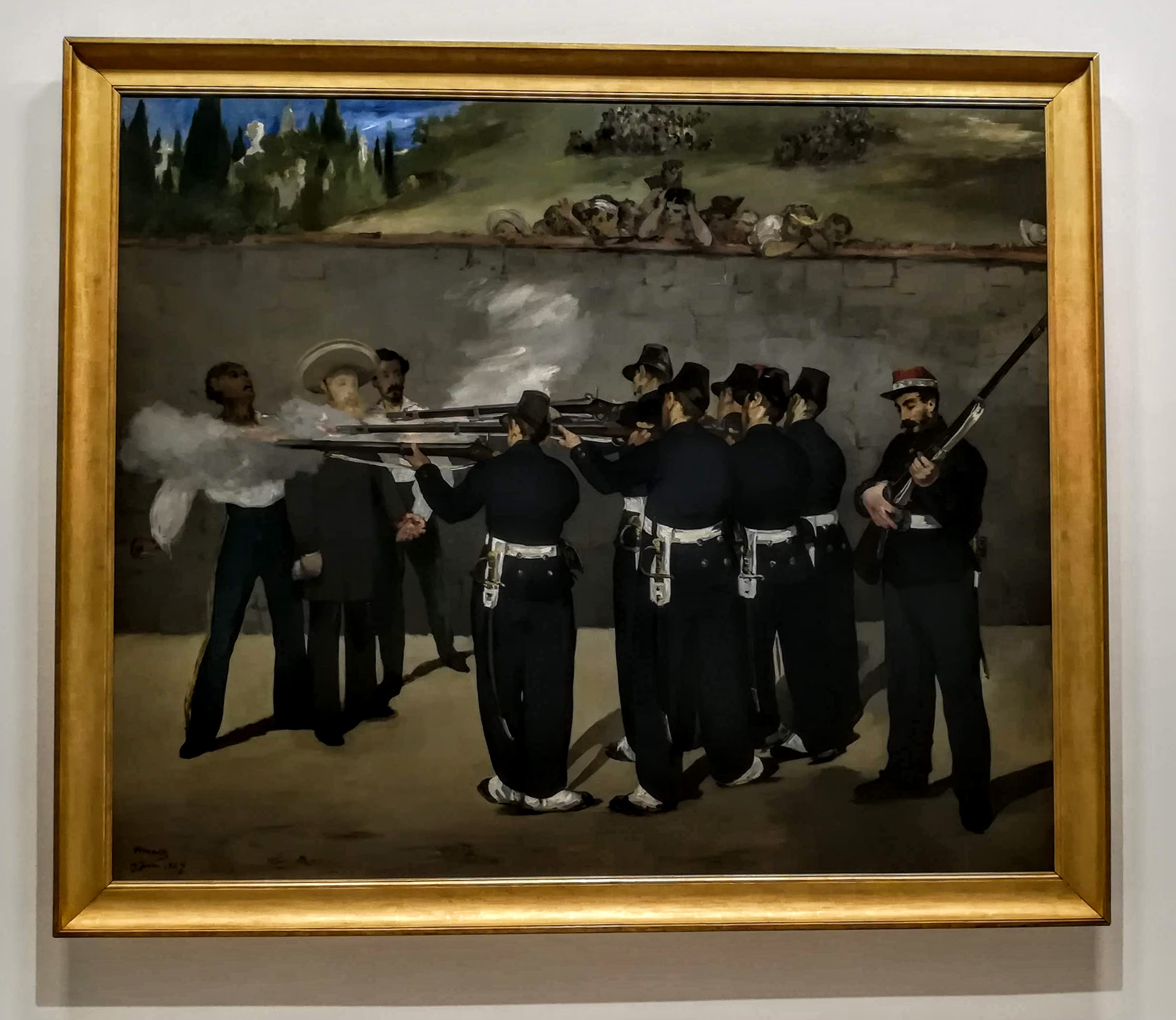
La versione definitiva dell'opera esposta a Mannheim

Molto più travagliata la storia della seconda versione dell'Esecuzione, somigliante al quadro definitivo. Fu probabilmente Manet stesso a cominciarne il sezionamento per rivenderne singole sezioni, per poi conservare le parti rimanenti. In seguito il figlio Léon sezionò ulteriormente il quadro per rivenderlo, distruggendone anche alcune parti perché troppo danneggiate dopo anni di conservazione inadeguata. I frammenti sopravvissuti vennero in seguito recuperati e ricomposti nel corso degli anni 1890 dal pittore Edgar Degas, che aveva a cuore il lavoro di Manet dopo averlo conosciuto personalmente. Degas entrò in possesso anche delle altre versioni del quadro (a parte la prima, ormai non più in Europa), e dopo la sua morte nel 1917 nel primo dopoguerra esse furono messe all'asta e comprate dai musei che in seguito le detennero. La versione sezionata e ricomposta da Degas fu acquistata dalla National Gallery di Londra, che ancora una volta separò i vari frammenti per metterli in mostra singolarmente, decisione riveduta solo negli anni 1970, quando infine tornarono a comporre un'unica opera.